# O. J. Simpson (album)
O. J. Simpson è il secondo album del rapper statunitense Guilty Simpson, pubblicato nel 2010.
Prodotto interamente da Madlib, l'album entra in un paio di classifiche in patria e ottiene recensioni miste da parte della critica.
| Recensione    | Giudizio   |
| ------------- | ---------- |
| AllMusic      | [ 1 ]      |
| The A.V. Club | B+         |
| Exclaim!      | favorevole |
| Pitchfork     | [ 4 ]      |
| PopMatters    | [ 5 ]      |
| HipHopDX      | [ 6 ]      |
| Consequence   | C          |

## Tracce
1. Prelude – 2:58
2. Introduction – 1:11
3. O.J. Simpson – 3:31
4. Pimp Rap – 2:06
5. New Heights – 2:47
6. Karma of a Kingpin – 1:49
7. Think Twice – 1:04
8. Coroner's Music – 2:30
9. A Friend's Help – 2:38
10. Back on the Road Again – 1:56
11. Gone Crazy – 1:44
12. Hood Sentence – 3:12
13. The Preacher's Wife – 0:45
14. Cali Hills – 3:06
15. Something Bad – 4:25
16. Something Good – 3:05
17. Scratch Warning (featuring Frank) – 3:29
18. Hold Your Applause – 1:41
19. Outside (featuring Strong Arm Steady) – 3:10
20. Bow Wow – 0:41
21. Mic Check 313 – 2:40
22. Trendsetters – 1:55
23. 100 Styles – 2:51
24. Outro – 1:31

Traccia bonus nell'edizione in vinile
1. Friends Only – 3:07

## Classifiche
| Classifica (2010)         | Posizione massima |
| ------------------------- | ----------------- |
| US Heatseekers Albums     | 37                |
| US Top R&B/Hip-Hop Albums | 62                |